# 수 (문법)
언어학에서 수(數, grammatical number)는 말, 특히 명사, 대명사 및 이에 연결된 동사 등의 어형변화 또는 활용에 관한 문법규칙 가운데 하나로, 개체가 얼마나 있는가를 헤아리는 구분 개념에 관한 것이다. (예를 들면 영어에서 one 또는 more than one)
동사 및 형용사에서는, 주어 또는 피수식어 등의 명사가 가리키는 대상의 수량적인 상관 관계를 표현하는 양상을 말한다. 예를 들면 라틴어에서 amat(그/그녀는 사랑한다, 주어가 한명)에 대해 amant(그들/그녀들은 사랑한다, 주어가 두 명 이상)란 표현이 있는 것과 같다.
가리키는 대상의 수량이 1인 경우를 단수(單數, singular), 그 이상 되는 경우를 복수(複數, plural)라 부른다. 또한 언어의 종류에 따라서, 단수 및 복수 이외에, 2를 나타내는 특수한 형식으로 쌍수(雙數)(또는 양수[兩數]라 불리는 개념이 존재한다. 쌍수는 보통 눈, 귀, 팔, 다리 등 쌍으로 존재하는 것들에 사용된다. 쌍수가 존재하는 언어 가운데는 아랍어, 히브리어 등이 있다.

## 의미론적 수와 문법적 수
어떤 언어이든 대상의 수량을 기술하기 위한 수단을 갖추고 있다. 이를 위해 특정한 어휘들이 존재하기도 한다.(한국어에서는 '조금', '약간', '한', '두', '이백오십', '수억' 등이 있다) 그러나 모든 언어들이 수를 위한 문법적인 요소를 갖추고 있는 것은 아니다. 문법적인 의미로서의 수는 형태적으로, 또는 구문적인 수단을 통해 표현되며, 따라서 대상에 접어를 붙여 표현하거나, 수를 표현하는 단어와 같은, 수를 표현하기 위한 문법적인 항목들이 제공되게 된다. 문법적인 수는, 의미론적인 수의 개념을 문법을 통해 표식화하기 위한 수단으로 생각될 수 있다.

## 같이 보기
- 가산명사
- 엘로힘
- 일치
- 활용
- 인칭
- 굴절 (문법)
- 수분류사